# 민주연합
민주연합의 다른 뜻은 다음과 같다.
- 민주연합 (헝가리): 헝가리의 사회자유주의 정당
- 민주연합 (동독): 독일 민주공화국의 인민전선
- 국제민주연합: 민주주의와 보수주의를 지향하는 정당들의 국제적 연합체
- 아시아-태평양 민주연합: 아시아-태평양의 보수주의정당들의 국제적인 연합체
- 크로아티아 민주연합: 크로아티아의 보수주의, 기독교 민주주의를 주장하는 중도우파 정당
- 프랑스 민주연합: 1978년부터 2007년까지 존재했던 프랑스의 중도우파 정당
- 루마니아 헝가리인 민주연합: 루마니아의 중도우파 정당
- 헝가리 민주연합: 1994년 해체된 헝가리의 사민주의 정당

## 같이 보기
- 제목에 "민주연합" 항목을 포함한 모든 문서

| Disambiguation icon | 이 문서는 명칭이 같고 같은 종류에 속하는 여러 대상을 연결하는 색인 문서입니다. |